# 1772–1773年波斯鼠疫
1772–1773年波斯鼠疫（英語：Persian Plague），是指于1772年-1773年间发生在波斯帝国（今伊朗）的一次重大鼠疫疫情，也是第二次鼠疫大流行的疫情。此次疫情由腺鼠疫引起，共造成约200万人死亡，是历史上致死人数最多的流行病之一。
1772年冬，鼠疫疫情传播到巴格达（今伊拉克首都），1773年传播到巴士拉、造成约25万人死亡。此后疫情跨国波斯湾，蔓延至巴林，最东边传到了今印度孟买地区。在疫情最严重的时候，波斯帝国内每天都有数千人死于鼠疫。而相应的隔离措施在1773年底前逐渐控制了疫情。
疫情对马穆鲁克军力亦造成了影响，部分士兵死亡，有的逃离了巴格达，剩下的则留在了巴格达。